# Рагозин, Вячеслав Васильевич
Вячесла́в Васи́льевич Раго́зин (8 октября 1908, Санкт-Петербург — 11 марта 1962, Москва) — советский шахматист, гроссмейстер (1950), гроссмейстер ИКЧФ (1959). секундант Михаила Ботвинника на матчах на первенство мира по шахматам.

## Биография
Автор дебюта, начинающегося ходами: 1. d2-d4 d7-d5 2. c2-c4 e7-e6 3. 3.Кg1-f3 Кg8-f6 4.Кb1-c3 Сf8-b4.
С 1946 по 1962 год был главным редактором журналов «Шахматы в СССР» и «Шахматный бюллетень».
С 1947 года на протяжении 15 лет был советским вице-президентом ФИДЕ.
В 1958—1962 годах являлся чемпионом мира в шахматах по переписке (ИКЧФ, корреспондентские шахматы). 
Скончался 11 марта 1962 года, похоронен на Новодевичьем кладбище в Москве.
|   | a | b | c | d | e | f | g | h |   |
| - | --- | --- | --- | --- | --- | --- | --- | --- | - |
| 8 | a8 чёрная ладья · b8 чёрный конь · c8 чёрный слон · d8 чёрный ферзь · e8 чёрный король · h8 чёрная ладья · a7 чёрная пешка · b7 чёрная пешка · c7 чёрная пешка · f7 чёрная пешка · g7 чёрная пешка · h7 чёрная пешка · e6 чёрная пешка · f6 чёрный конь · d5 чёрная пешка · b4 чёрный слон · c4 белая пешка · d4 белая пешка · c3 белый конь · f3 белый конь · a2 белая пешка · b2 белая пешка · e2 белая пешка · f2 белая пешка · g2 белая пешка · h2 белая пешка · a1 белая ладья · c1 белый слон · d1 белый ферзь · e1 белый король · f1 белый слон · h1 белая ладья | a8 чёрная ладья · b8 чёрный конь · c8 чёрный слон · d8 чёрный ферзь · e8 чёрный король · h8 чёрная ладья · a7 чёрная пешка · b7 чёрная пешка · c7 чёрная пешка · f7 чёрная пешка · g7 чёрная пешка · h7 чёрная пешка · e6 чёрная пешка · f6 чёрный конь · d5 чёрная пешка · b4 чёрный слон · c4 белая пешка · d4 белая пешка · c3 белый конь · f3 белый конь · a2 белая пешка · b2 белая пешка · e2 белая пешка · f2 белая пешка · g2 белая пешка · h2 белая пешка · a1 белая ладья · c1 белый слон · d1 белый ферзь · e1 белый король · f1 белый слон · h1 белая ладья | a8 чёрная ладья · b8 чёрный конь · c8 чёрный слон · d8 чёрный ферзь · e8 чёрный король · h8 чёрная ладья · a7 чёрная пешка · b7 чёрная пешка · c7 чёрная пешка · f7 чёрная пешка · g7 чёрная пешка · h7 чёрная пешка · e6 чёрная пешка · f6 чёрный конь · d5 чёрная пешка · b4 чёрный слон · c4 белая пешка · d4 белая пешка · c3 белый конь · f3 белый конь · a2 белая пешка · b2 белая пешка · e2 белая пешка · f2 белая пешка · g2 белая пешка · h2 белая пешка · a1 белая ладья · c1 белый слон · d1 белый ферзь · e1 белый король · f1 белый слон · h1 белая ладья | a8 чёрная ладья · b8 чёрный конь · c8 чёрный слон · d8 чёрный ферзь · e8 чёрный король · h8 чёрная ладья · a7 чёрная пешка · b7 чёрная пешка · c7 чёрная пешка · f7 чёрная пешка · g7 чёрная пешка · h7 чёрная пешка · e6 чёрная пешка · f6 чёрный конь · d5 чёрная пешка · b4 чёрный слон · c4 белая пешка · d4 белая пешка · c3 белый конь · f3 белый конь · a2 белая пешка · b2 белая пешка · e2 белая пешка · f2 белая пешка · g2 белая пешка · h2 белая пешка · a1 белая ладья · c1 белый слон · d1 белый ферзь · e1 белый король · f1 белый слон · h1 белая ладья | a8 чёрная ладья · b8 чёрный конь · c8 чёрный слон · d8 чёрный ферзь · e8 чёрный король · h8 чёрная ладья · a7 чёрная пешка · b7 чёрная пешка · c7 чёрная пешка · f7 чёрная пешка · g7 чёрная пешка · h7 чёрная пешка · e6 чёрная пешка · f6 чёрный конь · d5 чёрная пешка · b4 чёрный слон · c4 белая пешка · d4 белая пешка · c3 белый конь · f3 белый конь · a2 белая пешка · b2 белая пешка · e2 белая пешка · f2 белая пешка · g2 белая пешка · h2 белая пешка · a1 белая ладья · c1 белый слон · d1 белый ферзь · e1 белый король · f1 белый слон · h1 белая ладья | a8 чёрная ладья · b8 чёрный конь · c8 чёрный слон · d8 чёрный ферзь · e8 чёрный король · h8 чёрная ладья · a7 чёрная пешка · b7 чёрная пешка · c7 чёрная пешка · f7 чёрная пешка · g7 чёрная пешка · h7 чёрная пешка · e6 чёрная пешка · f6 чёрный конь · d5 чёрная пешка · b4 чёрный слон · c4 белая пешка · d4 белая пешка · c3 белый конь · f3 белый конь · a2 белая пешка · b2 белая пешка · e2 белая пешка · f2 белая пешка · g2 белая пешка · h2 белая пешка · a1 белая ладья · c1 белый слон · d1 белый ферзь · e1 белый король · f1 белый слон · h1 белая ладья | a8 чёрная ладья · b8 чёрный конь · c8 чёрный слон · d8 чёрный ферзь · e8 чёрный король · h8 чёрная ладья · a7 чёрная пешка · b7 чёрная пешка · c7 чёрная пешка · f7 чёрная пешка · g7 чёрная пешка · h7 чёрная пешка · e6 чёрная пешка · f6 чёрный конь · d5 чёрная пешка · b4 чёрный слон · c4 белая пешка · d4 белая пешка · c3 белый конь · f3 белый конь · a2 белая пешка · b2 белая пешка · e2 белая пешка · f2 белая пешка · g2 белая пешка · h2 белая пешка · a1 белая ладья · c1 белый слон · d1 белый ферзь · e1 белый король · f1 белый слон · h1 белая ладья | a8 чёрная ладья · b8 чёрный конь · c8 чёрный слон · d8 чёрный ферзь · e8 чёрный король · h8 чёрная ладья · a7 чёрная пешка · b7 чёрная пешка · c7 чёрная пешка · f7 чёрная пешка · g7 чёрная пешка · h7 чёрная пешка · e6 чёрная пешка · f6 чёрный конь · d5 чёрная пешка · b4 чёрный слон · c4 белая пешка · d4 белая пешка · c3 белый конь · f3 белый конь · a2 белая пешка · b2 белая пешка · e2 белая пешка · f2 белая пешка · g2 белая пешка · h2 белая пешка · a1 белая ладья · c1 белый слон · d1 белый ферзь · e1 белый король · f1 белый слон · h1 белая ладья | 8 |
| 7 | a8 чёрная ладья · b8 чёрный конь · c8 чёрный слон · d8 чёрный ферзь · e8 чёрный король · h8 чёрная ладья · a7 чёрная пешка · b7 чёрная пешка · c7 чёрная пешка · f7 чёрная пешка · g7 чёрная пешка · h7 чёрная пешка · e6 чёрная пешка · f6 чёрный конь · d5 чёрная пешка · b4 чёрный слон · c4 белая пешка · d4 белая пешка · c3 белый конь · f3 белый конь · a2 белая пешка · b2 белая пешка · e2 белая пешка · f2 белая пешка · g2 белая пешка · h2 белая пешка · a1 белая ладья · c1 белый слон · d1 белый ферзь · e1 белый король · f1 белый слон · h1 белая ладья | a8 чёрная ладья · b8 чёрный конь · c8 чёрный слон · d8 чёрный ферзь · e8 чёрный король · h8 чёрная ладья · a7 чёрная пешка · b7 чёрная пешка · c7 чёрная пешка · f7 чёрная пешка · g7 чёрная пешка · h7 чёрная пешка · e6 чёрная пешка · f6 чёрный конь · d5 чёрная пешка · b4 чёрный слон · c4 белая пешка · d4 белая пешка · c3 белый конь · f3 белый конь · a2 белая пешка · b2 белая пешка · e2 белая пешка · f2 белая пешка · g2 белая пешка · h2 белая пешка · a1 белая ладья · c1 белый слон · d1 белый ферзь · e1 белый король · f1 белый слон · h1 белая ладья | a8 чёрная ладья · b8 чёрный конь · c8 чёрный слон · d8 чёрный ферзь · e8 чёрный король · h8 чёрная ладья · a7 чёрная пешка · b7 чёрная пешка · c7 чёрная пешка · f7 чёрная пешка · g7 чёрная пешка · h7 чёрная пешка · e6 чёрная пешка · f6 чёрный конь · d5 чёрная пешка · b4 чёрный слон · c4 белая пешка · d4 белая пешка · c3 белый конь · f3 белый конь · a2 белая пешка · b2 белая пешка · e2 белая пешка · f2 белая пешка · g2 белая пешка · h2 белая пешка · a1 белая ладья · c1 белый слон · d1 белый ферзь · e1 белый король · f1 белый слон · h1 белая ладья | a8 чёрная ладья · b8 чёрный конь · c8 чёрный слон · d8 чёрный ферзь · e8 чёрный король · h8 чёрная ладья · a7 чёрная пешка · b7 чёрная пешка · c7 чёрная пешка · f7 чёрная пешка · g7 чёрная пешка · h7 чёрная пешка · e6 чёрная пешка · f6 чёрный конь · d5 чёрная пешка · b4 чёрный слон · c4 белая пешка · d4 белая пешка · c3 белый конь · f3 белый конь · a2 белая пешка · b2 белая пешка · e2 белая пешка · f2 белая пешка · g2 белая пешка · h2 белая пешка · a1 белая ладья · c1 белый слон · d1 белый ферзь · e1 белый король · f1 белый слон · h1 белая ладья | a8 чёрная ладья · b8 чёрный конь · c8 чёрный слон · d8 чёрный ферзь · e8 чёрный король · h8 чёрная ладья · a7 чёрная пешка · b7 чёрная пешка · c7 чёрная пешка · f7 чёрная пешка · g7 чёрная пешка · h7 чёрная пешка · e6 чёрная пешка · f6 чёрный конь · d5 чёрная пешка · b4 чёрный слон · c4 белая пешка · d4 белая пешка · c3 белый конь · f3 белый конь · a2 белая пешка · b2 белая пешка · e2 белая пешка · f2 белая пешка · g2 белая пешка · h2 белая пешка · a1 белая ладья · c1 белый слон · d1 белый ферзь · e1 белый король · f1 белый слон · h1 белая ладья | a8 чёрная ладья · b8 чёрный конь · c8 чёрный слон · d8 чёрный ферзь · e8 чёрный король · h8 чёрная ладья · a7 чёрная пешка · b7 чёрная пешка · c7 чёрная пешка · f7 чёрная пешка · g7 чёрная пешка · h7 чёрная пешка · e6 чёрная пешка · f6 чёрный конь · d5 чёрная пешка · b4 чёрный слон · c4 белая пешка · d4 белая пешка · c3 белый конь · f3 белый конь · a2 белая пешка · b2 белая пешка · e2 белая пешка · f2 белая пешка · g2 белая пешка · h2 белая пешка · a1 белая ладья · c1 белый слон · d1 белый ферзь · e1 белый король · f1 белый слон · h1 белая ладья | a8 чёрная ладья · b8 чёрный конь · c8 чёрный слон · d8 чёрный ферзь · e8 чёрный король · h8 чёрная ладья · a7 чёрная пешка · b7 чёрная пешка · c7 чёрная пешка · f7 чёрная пешка · g7 чёрная пешка · h7 чёрная пешка · e6 чёрная пешка · f6 чёрный конь · d5 чёрная пешка · b4 чёрный слон · c4 белая пешка · d4 белая пешка · c3 белый конь · f3 белый конь · a2 белая пешка · b2 белая пешка · e2 белая пешка · f2 белая пешка · g2 белая пешка · h2 белая пешка · a1 белая ладья · c1 белый слон · d1 белый ферзь · e1 белый король · f1 белый слон · h1 белая ладья | a8 чёрная ладья · b8 чёрный конь · c8 чёрный слон · d8 чёрный ферзь · e8 чёрный король · h8 чёрная ладья · a7 чёрная пешка · b7 чёрная пешка · c7 чёрная пешка · f7 чёрная пешка · g7 чёрная пешка · h7 чёрная пешка · e6 чёрная пешка · f6 чёрный конь · d5 чёрная пешка · b4 чёрный слон · c4 белая пешка · d4 белая пешка · c3 белый конь · f3 белый конь · a2 белая пешка · b2 белая пешка · e2 белая пешка · f2 белая пешка · g2 белая пешка · h2 белая пешка · a1 белая ладья · c1 белый слон · d1 белый ферзь · e1 белый король · f1 белый слон · h1 белая ладья | 7 |
| 6 | a8 чёрная ладья · b8 чёрный конь · c8 чёрный слон · d8 чёрный ферзь · e8 чёрный король · h8 чёрная ладья · a7 чёрная пешка · b7 чёрная пешка · c7 чёрная пешка · f7 чёрная пешка · g7 чёрная пешка · h7 чёрная пешка · e6 чёрная пешка · f6 чёрный конь · d5 чёрная пешка · b4 чёрный слон · c4 белая пешка · d4 белая пешка · c3 белый конь · f3 белый конь · a2 белая пешка · b2 белая пешка · e2 белая пешка · f2 белая пешка · g2 белая пешка · h2 белая пешка · a1 белая ладья · c1 белый слон · d1 белый ферзь · e1 белый король · f1 белый слон · h1 белая ладья | a8 чёрная ладья · b8 чёрный конь · c8 чёрный слон · d8 чёрный ферзь · e8 чёрный король · h8 чёрная ладья · a7 чёрная пешка · b7 чёрная пешка · c7 чёрная пешка · f7 чёрная пешка · g7 чёрная пешка · h7 чёрная пешка · e6 чёрная пешка · f6 чёрный конь · d5 чёрная пешка · b4 чёрный слон · c4 белая пешка · d4 белая пешка · c3 белый конь · f3 белый конь · a2 белая пешка · b2 белая пешка · e2 белая пешка · f2 белая пешка · g2 белая пешка · h2 белая пешка · a1 белая ладья · c1 белый слон · d1 белый ферзь · e1 белый король · f1 белый слон · h1 белая ладья | a8 чёрная ладья · b8 чёрный конь · c8 чёрный слон · d8 чёрный ферзь · e8 чёрный король · h8 чёрная ладья · a7 чёрная пешка · b7 чёрная пешка · c7 чёрная пешка · f7 чёрная пешка · g7 чёрная пешка · h7 чёрная пешка · e6 чёрная пешка · f6 чёрный конь · d5 чёрная пешка · b4 чёрный слон · c4 белая пешка · d4 белая пешка · c3 белый конь · f3 белый конь · a2 белая пешка · b2 белая пешка · e2 белая пешка · f2 белая пешка · g2 белая пешка · h2 белая пешка · a1 белая ладья · c1 белый слон · d1 белый ферзь · e1 белый король · f1 белый слон · h1 белая ладья | a8 чёрная ладья · b8 чёрный конь · c8 чёрный слон · d8 чёрный ферзь · e8 чёрный король · h8 чёрная ладья · a7 чёрная пешка · b7 чёрная пешка · c7 чёрная пешка · f7 чёрная пешка · g7 чёрная пешка · h7 чёрная пешка · e6 чёрная пешка · f6 чёрный конь · d5 чёрная пешка · b4 чёрный слон · c4 белая пешка · d4 белая пешка · c3 белый конь · f3 белый конь · a2 белая пешка · b2 белая пешка · e2 белая пешка · f2 белая пешка · g2 белая пешка · h2 белая пешка · a1 белая ладья · c1 белый слон · d1 белый ферзь · e1 белый король · f1 белый слон · h1 белая ладья | a8 чёрная ладья · b8 чёрный конь · c8 чёрный слон · d8 чёрный ферзь · e8 чёрный король · h8 чёрная ладья · a7 чёрная пешка · b7 чёрная пешка · c7 чёрная пешка · f7 чёрная пешка · g7 чёрная пешка · h7 чёрная пешка · e6 чёрная пешка · f6 чёрный конь · d5 чёрная пешка · b4 чёрный слон · c4 белая пешка · d4 белая пешка · c3 белый конь · f3 белый конь · a2 белая пешка · b2 белая пешка · e2 белая пешка · f2 белая пешка · g2 белая пешка · h2 белая пешка · a1 белая ладья · c1 белый слон · d1 белый ферзь · e1 белый король · f1 белый слон · h1 белая ладья | a8 чёрная ладья · b8 чёрный конь · c8 чёрный слон · d8 чёрный ферзь · e8 чёрный король · h8 чёрная ладья · a7 чёрная пешка · b7 чёрная пешка · c7 чёрная пешка · f7 чёрная пешка · g7 чёрная пешка · h7 чёрная пешка · e6 чёрная пешка · f6 чёрный конь · d5 чёрная пешка · b4 чёрный слон · c4 белая пешка · d4 белая пешка · c3 белый конь · f3 белый конь · a2 белая пешка · b2 белая пешка · e2 белая пешка · f2 белая пешка · g2 белая пешка · h2 белая пешка · a1 белая ладья · c1 белый слон · d1 белый ферзь · e1 белый король · f1 белый слон · h1 белая ладья | a8 чёрная ладья · b8 чёрный конь · c8 чёрный слон · d8 чёрный ферзь · e8 чёрный король · h8 чёрная ладья · a7 чёрная пешка · b7 чёрная пешка · c7 чёрная пешка · f7 чёрная пешка · g7 чёрная пешка · h7 чёрная пешка · e6 чёрная пешка · f6 чёрный конь · d5 чёрная пешка · b4 чёрный слон · c4 белая пешка · d4 белая пешка · c3 белый конь · f3 белый конь · a2 белая пешка · b2 белая пешка · e2 белая пешка · f2 белая пешка · g2 белая пешка · h2 белая пешка · a1 белая ладья · c1 белый слон · d1 белый ферзь · e1 белый король · f1 белый слон · h1 белая ладья | a8 чёрная ладья · b8 чёрный конь · c8 чёрный слон · d8 чёрный ферзь · e8 чёрный король · h8 чёрная ладья · a7 чёрная пешка · b7 чёрная пешка · c7 чёрная пешка · f7 чёрная пешка · g7 чёрная пешка · h7 чёрная пешка · e6 чёрная пешка · f6 чёрный конь · d5 чёрная пешка · b4 чёрный слон · c4 белая пешка · d4 белая пешка · c3 белый конь · f3 белый конь · a2 белая пешка · b2 белая пешка · e2 белая пешка · f2 белая пешка · g2 белая пешка · h2 белая пешка · a1 белая ладья · c1 белый слон · d1 белый ферзь · e1 белый король · f1 белый слон · h1 белая ладья | 6 |
| 5 | a8 чёрная ладья · b8 чёрный конь · c8 чёрный слон · d8 чёрный ферзь · e8 чёрный король · h8 чёрная ладья · a7 чёрная пешка · b7 чёрная пешка · c7 чёрная пешка · f7 чёрная пешка · g7 чёрная пешка · h7 чёрная пешка · e6 чёрная пешка · f6 чёрный конь · d5 чёрная пешка · b4 чёрный слон · c4 белая пешка · d4 белая пешка · c3 белый конь · f3 белый конь · a2 белая пешка · b2 белая пешка · e2 белая пешка · f2 белая пешка · g2 белая пешка · h2 белая пешка · a1 белая ладья · c1 белый слон · d1 белый ферзь · e1 белый король · f1 белый слон · h1 белая ладья | a8 чёрная ладья · b8 чёрный конь · c8 чёрный слон · d8 чёрный ферзь · e8 чёрный король · h8 чёрная ладья · a7 чёрная пешка · b7 чёрная пешка · c7 чёрная пешка · f7 чёрная пешка · g7 чёрная пешка · h7 чёрная пешка · e6 чёрная пешка · f6 чёрный конь · d5 чёрная пешка · b4 чёрный слон · c4 белая пешка · d4 белая пешка · c3 белый конь · f3 белый конь · a2 белая пешка · b2 белая пешка · e2 белая пешка · f2 белая пешка · g2 белая пешка · h2 белая пешка · a1 белая ладья · c1 белый слон · d1 белый ферзь · e1 белый король · f1 белый слон · h1 белая ладья | a8 чёрная ладья · b8 чёрный конь · c8 чёрный слон · d8 чёрный ферзь · e8 чёрный король · h8 чёрная ладья · a7 чёрная пешка · b7 чёрная пешка · c7 чёрная пешка · f7 чёрная пешка · g7 чёрная пешка · h7 чёрная пешка · e6 чёрная пешка · f6 чёрный конь · d5 чёрная пешка · b4 чёрный слон · c4 белая пешка · d4 белая пешка · c3 белый конь · f3 белый конь · a2 белая пешка · b2 белая пешка · e2 белая пешка · f2 белая пешка · g2 белая пешка · h2 белая пешка · a1 белая ладья · c1 белый слон · d1 белый ферзь · e1 белый король · f1 белый слон · h1 белая ладья | a8 чёрная ладья · b8 чёрный конь · c8 чёрный слон · d8 чёрный ферзь · e8 чёрный король · h8 чёрная ладья · a7 чёрная пешка · b7 чёрная пешка · c7 чёрная пешка · f7 чёрная пешка · g7 чёрная пешка · h7 чёрная пешка · e6 чёрная пешка · f6 чёрный конь · d5 чёрная пешка · b4 чёрный слон · c4 белая пешка · d4 белая пешка · c3 белый конь · f3 белый конь · a2 белая пешка · b2 белая пешка · e2 белая пешка · f2 белая пешка · g2 белая пешка · h2 белая пешка · a1 белая ладья · c1 белый слон · d1 белый ферзь · e1 белый король · f1 белый слон · h1 белая ладья | a8 чёрная ладья · b8 чёрный конь · c8 чёрный слон · d8 чёрный ферзь · e8 чёрный король · h8 чёрная ладья · a7 чёрная пешка · b7 чёрная пешка · c7 чёрная пешка · f7 чёрная пешка · g7 чёрная пешка · h7 чёрная пешка · e6 чёрная пешка · f6 чёрный конь · d5 чёрная пешка · b4 чёрный слон · c4 белая пешка · d4 белая пешка · c3 белый конь · f3 белый конь · a2 белая пешка · b2 белая пешка · e2 белая пешка · f2 белая пешка · g2 белая пешка · h2 белая пешка · a1 белая ладья · c1 белый слон · d1 белый ферзь · e1 белый король · f1 белый слон · h1 белая ладья | a8 чёрная ладья · b8 чёрный конь · c8 чёрный слон · d8 чёрный ферзь · e8 чёрный король · h8 чёрная ладья · a7 чёрная пешка · b7 чёрная пешка · c7 чёрная пешка · f7 чёрная пешка · g7 чёрная пешка · h7 чёрная пешка · e6 чёрная пешка · f6 чёрный конь · d5 чёрная пешка · b4 чёрный слон · c4 белая пешка · d4 белая пешка · c3 белый конь · f3 белый конь · a2 белая пешка · b2 белая пешка · e2 белая пешка · f2 белая пешка · g2 белая пешка · h2 белая пешка · a1 белая ладья · c1 белый слон · d1 белый ферзь · e1 белый король · f1 белый слон · h1 белая ладья | a8 чёрная ладья · b8 чёрный конь · c8 чёрный слон · d8 чёрный ферзь · e8 чёрный король · h8 чёрная ладья · a7 чёрная пешка · b7 чёрная пешка · c7 чёрная пешка · f7 чёрная пешка · g7 чёрная пешка · h7 чёрная пешка · e6 чёрная пешка · f6 чёрный конь · d5 чёрная пешка · b4 чёрный слон · c4 белая пешка · d4 белая пешка · c3 белый конь · f3 белый конь · a2 белая пешка · b2 белая пешка · e2 белая пешка · f2 белая пешка · g2 белая пешка · h2 белая пешка · a1 белая ладья · c1 белый слон · d1 белый ферзь · e1 белый король · f1 белый слон · h1 белая ладья | a8 чёрная ладья · b8 чёрный конь · c8 чёрный слон · d8 чёрный ферзь · e8 чёрный король · h8 чёрная ладья · a7 чёрная пешка · b7 чёрная пешка · c7 чёрная пешка · f7 чёрная пешка · g7 чёрная пешка · h7 чёрная пешка · e6 чёрная пешка · f6 чёрный конь · d5 чёрная пешка · b4 чёрный слон · c4 белая пешка · d4 белая пешка · c3 белый конь · f3 белый конь · a2 белая пешка · b2 белая пешка · e2 белая пешка · f2 белая пешка · g2 белая пешка · h2 белая пешка · a1 белая ладья · c1 белый слон · d1 белый ферзь · e1 белый король · f1 белый слон · h1 белая ладья | 5 |
| 4 | a8 чёрная ладья · b8 чёрный конь · c8 чёрный слон · d8 чёрный ферзь · e8 чёрный король · h8 чёрная ладья · a7 чёрная пешка · b7 чёрная пешка · c7 чёрная пешка · f7 чёрная пешка · g7 чёрная пешка · h7 чёрная пешка · e6 чёрная пешка · f6 чёрный конь · d5 чёрная пешка · b4 чёрный слон · c4 белая пешка · d4 белая пешка · c3 белый конь · f3 белый конь · a2 белая пешка · b2 белая пешка · e2 белая пешка · f2 белая пешка · g2 белая пешка · h2 белая пешка · a1 белая ладья · c1 белый слон · d1 белый ферзь · e1 белый король · f1 белый слон · h1 белая ладья | a8 чёрная ладья · b8 чёрный конь · c8 чёрный слон · d8 чёрный ферзь · e8 чёрный король · h8 чёрная ладья · a7 чёрная пешка · b7 чёрная пешка · c7 чёрная пешка · f7 чёрная пешка · g7 чёрная пешка · h7 чёрная пешка · e6 чёрная пешка · f6 чёрный конь · d5 чёрная пешка · b4 чёрный слон · c4 белая пешка · d4 белая пешка · c3 белый конь · f3 белый конь · a2 белая пешка · b2 белая пешка · e2 белая пешка · f2 белая пешка · g2 белая пешка · h2 белая пешка · a1 белая ладья · c1 белый слон · d1 белый ферзь · e1 белый король · f1 белый слон · h1 белая ладья | a8 чёрная ладья · b8 чёрный конь · c8 чёрный слон · d8 чёрный ферзь · e8 чёрный король · h8 чёрная ладья · a7 чёрная пешка · b7 чёрная пешка · c7 чёрная пешка · f7 чёрная пешка · g7 чёрная пешка · h7 чёрная пешка · e6 чёрная пешка · f6 чёрный конь · d5 чёрная пешка · b4 чёрный слон · c4 белая пешка · d4 белая пешка · c3 белый конь · f3 белый конь · a2 белая пешка · b2 белая пешка · e2 белая пешка · f2 белая пешка · g2 белая пешка · h2 белая пешка · a1 белая ладья · c1 белый слон · d1 белый ферзь · e1 белый король · f1 белый слон · h1 белая ладья | a8 чёрная ладья · b8 чёрный конь · c8 чёрный слон · d8 чёрный ферзь · e8 чёрный король · h8 чёрная ладья · a7 чёрная пешка · b7 чёрная пешка · c7 чёрная пешка · f7 чёрная пешка · g7 чёрная пешка · h7 чёрная пешка · e6 чёрная пешка · f6 чёрный конь · d5 чёрная пешка · b4 чёрный слон · c4 белая пешка · d4 белая пешка · c3 белый конь · f3 белый конь · a2 белая пешка · b2 белая пешка · e2 белая пешка · f2 белая пешка · g2 белая пешка · h2 белая пешка · a1 белая ладья · c1 белый слон · d1 белый ферзь · e1 белый король · f1 белый слон · h1 белая ладья | a8 чёрная ладья · b8 чёрный конь · c8 чёрный слон · d8 чёрный ферзь · e8 чёрный король · h8 чёрная ладья · a7 чёрная пешка · b7 чёрная пешка · c7 чёрная пешка · f7 чёрная пешка · g7 чёрная пешка · h7 чёрная пешка · e6 чёрная пешка · f6 чёрный конь · d5 чёрная пешка · b4 чёрный слон · c4 белая пешка · d4 белая пешка · c3 белый конь · f3 белый конь · a2 белая пешка · b2 белая пешка · e2 белая пешка · f2 белая пешка · g2 белая пешка · h2 белая пешка · a1 белая ладья · c1 белый слон · d1 белый ферзь · e1 белый король · f1 белый слон · h1 белая ладья | a8 чёрная ладья · b8 чёрный конь · c8 чёрный слон · d8 чёрный ферзь · e8 чёрный король · h8 чёрная ладья · a7 чёрная пешка · b7 чёрная пешка · c7 чёрная пешка · f7 чёрная пешка · g7 чёрная пешка · h7 чёрная пешка · e6 чёрная пешка · f6 чёрный конь · d5 чёрная пешка · b4 чёрный слон · c4 белая пешка · d4 белая пешка · c3 белый конь · f3 белый конь · a2 белая пешка · b2 белая пешка · e2 белая пешка · f2 белая пешка · g2 белая пешка · h2 белая пешка · a1 белая ладья · c1 белый слон · d1 белый ферзь · e1 белый король · f1 белый слон · h1 белая ладья | a8 чёрная ладья · b8 чёрный конь · c8 чёрный слон · d8 чёрный ферзь · e8 чёрный король · h8 чёрная ладья · a7 чёрная пешка · b7 чёрная пешка · c7 чёрная пешка · f7 чёрная пешка · g7 чёрная пешка · h7 чёрная пешка · e6 чёрная пешка · f6 чёрный конь · d5 чёрная пешка · b4 чёрный слон · c4 белая пешка · d4 белая пешка · c3 белый конь · f3 белый конь · a2 белая пешка · b2 белая пешка · e2 белая пешка · f2 белая пешка · g2 белая пешка · h2 белая пешка · a1 белая ладья · c1 белый слон · d1 белый ферзь · e1 белый король · f1 белый слон · h1 белая ладья | a8 чёрная ладья · b8 чёрный конь · c8 чёрный слон · d8 чёрный ферзь · e8 чёрный король · h8 чёрная ладья · a7 чёрная пешка · b7 чёрная пешка · c7 чёрная пешка · f7 чёрная пешка · g7 чёрная пешка · h7 чёрная пешка · e6 чёрная пешка · f6 чёрный конь · d5 чёрная пешка · b4 чёрный слон · c4 белая пешка · d4 белая пешка · c3 белый конь · f3 белый конь · a2 белая пешка · b2 белая пешка · e2 белая пешка · f2 белая пешка · g2 белая пешка · h2 белая пешка · a1 белая ладья · c1 белый слон · d1 белый ферзь · e1 белый король · f1 белый слон · h1 белая ладья | 4 |
| 3 | a8 чёрная ладья · b8 чёрный конь · c8 чёрный слон · d8 чёрный ферзь · e8 чёрный король · h8 чёрная ладья · a7 чёрная пешка · b7 чёрная пешка · c7 чёрная пешка · f7 чёрная пешка · g7 чёрная пешка · h7 чёрная пешка · e6 чёрная пешка · f6 чёрный конь · d5 чёрная пешка · b4 чёрный слон · c4 белая пешка · d4 белая пешка · c3 белый конь · f3 белый конь · a2 белая пешка · b2 белая пешка · e2 белая пешка · f2 белая пешка · g2 белая пешка · h2 белая пешка · a1 белая ладья · c1 белый слон · d1 белый ферзь · e1 белый король · f1 белый слон · h1 белая ладья | a8 чёрная ладья · b8 чёрный конь · c8 чёрный слон · d8 чёрный ферзь · e8 чёрный король · h8 чёрная ладья · a7 чёрная пешка · b7 чёрная пешка · c7 чёрная пешка · f7 чёрная пешка · g7 чёрная пешка · h7 чёрная пешка · e6 чёрная пешка · f6 чёрный конь · d5 чёрная пешка · b4 чёрный слон · c4 белая пешка · d4 белая пешка · c3 белый конь · f3 белый конь · a2 белая пешка · b2 белая пешка · e2 белая пешка · f2 белая пешка · g2 белая пешка · h2 белая пешка · a1 белая ладья · c1 белый слон · d1 белый ферзь · e1 белый король · f1 белый слон · h1 белая ладья | a8 чёрная ладья · b8 чёрный конь · c8 чёрный слон · d8 чёрный ферзь · e8 чёрный король · h8 чёрная ладья · a7 чёрная пешка · b7 чёрная пешка · c7 чёрная пешка · f7 чёрная пешка · g7 чёрная пешка · h7 чёрная пешка · e6 чёрная пешка · f6 чёрный конь · d5 чёрная пешка · b4 чёрный слон · c4 белая пешка · d4 белая пешка · c3 белый конь · f3 белый конь · a2 белая пешка · b2 белая пешка · e2 белая пешка · f2 белая пешка · g2 белая пешка · h2 белая пешка · a1 белая ладья · c1 белый слон · d1 белый ферзь · e1 белый король · f1 белый слон · h1 белая ладья | a8 чёрная ладья · b8 чёрный конь · c8 чёрный слон · d8 чёрный ферзь · e8 чёрный король · h8 чёрная ладья · a7 чёрная пешка · b7 чёрная пешка · c7 чёрная пешка · f7 чёрная пешка · g7 чёрная пешка · h7 чёрная пешка · e6 чёрная пешка · f6 чёрный конь · d5 чёрная пешка · b4 чёрный слон · c4 белая пешка · d4 белая пешка · c3 белый конь · f3 белый конь · a2 белая пешка · b2 белая пешка · e2 белая пешка · f2 белая пешка · g2 белая пешка · h2 белая пешка · a1 белая ладья · c1 белый слон · d1 белый ферзь · e1 белый король · f1 белый слон · h1 белая ладья | a8 чёрная ладья · b8 чёрный конь · c8 чёрный слон · d8 чёрный ферзь · e8 чёрный король · h8 чёрная ладья · a7 чёрная пешка · b7 чёрная пешка · c7 чёрная пешка · f7 чёрная пешка · g7 чёрная пешка · h7 чёрная пешка · e6 чёрная пешка · f6 чёрный конь · d5 чёрная пешка · b4 чёрный слон · c4 белая пешка · d4 белая пешка · c3 белый конь · f3 белый конь · a2 белая пешка · b2 белая пешка · e2 белая пешка · f2 белая пешка · g2 белая пешка · h2 белая пешка · a1 белая ладья · c1 белый слон · d1 белый ферзь · e1 белый король · f1 белый слон · h1 белая ладья | a8 чёрная ладья · b8 чёрный конь · c8 чёрный слон · d8 чёрный ферзь · e8 чёрный король · h8 чёрная ладья · a7 чёрная пешка · b7 чёрная пешка · c7 чёрная пешка · f7 чёрная пешка · g7 чёрная пешка · h7 чёрная пешка · e6 чёрная пешка · f6 чёрный конь · d5 чёрная пешка · b4 чёрный слон · c4 белая пешка · d4 белая пешка · c3 белый конь · f3 белый конь · a2 белая пешка · b2 белая пешка · e2 белая пешка · f2 белая пешка · g2 белая пешка · h2 белая пешка · a1 белая ладья · c1 белый слон · d1 белый ферзь · e1 белый король · f1 белый слон · h1 белая ладья | a8 чёрная ладья · b8 чёрный конь · c8 чёрный слон · d8 чёрный ферзь · e8 чёрный король · h8 чёрная ладья · a7 чёрная пешка · b7 чёрная пешка · c7 чёрная пешка · f7 чёрная пешка · g7 чёрная пешка · h7 чёрная пешка · e6 чёрная пешка · f6 чёрный конь · d5 чёрная пешка · b4 чёрный слон · c4 белая пешка · d4 белая пешка · c3 белый конь · f3 белый конь · a2 белая пешка · b2 белая пешка · e2 белая пешка · f2 белая пешка · g2 белая пешка · h2 белая пешка · a1 белая ладья · c1 белый слон · d1 белый ферзь · e1 белый король · f1 белый слон · h1 белая ладья | a8 чёрная ладья · b8 чёрный конь · c8 чёрный слон · d8 чёрный ферзь · e8 чёрный король · h8 чёрная ладья · a7 чёрная пешка · b7 чёрная пешка · c7 чёрная пешка · f7 чёрная пешка · g7 чёрная пешка · h7 чёрная пешка · e6 чёрная пешка · f6 чёрный конь · d5 чёрная пешка · b4 чёрный слон · c4 белая пешка · d4 белая пешка · c3 белый конь · f3 белый конь · a2 белая пешка · b2 белая пешка · e2 белая пешка · f2 белая пешка · g2 белая пешка · h2 белая пешка · a1 белая ладья · c1 белый слон · d1 белый ферзь · e1 белый король · f1 белый слон · h1 белая ладья | 3 |
| 2 | a8 чёрная ладья · b8 чёрный конь · c8 чёрный слон · d8 чёрный ферзь · e8 чёрный король · h8 чёрная ладья · a7 чёрная пешка · b7 чёрная пешка · c7 чёрная пешка · f7 чёрная пешка · g7 чёрная пешка · h7 чёрная пешка · e6 чёрная пешка · f6 чёрный конь · d5 чёрная пешка · b4 чёрный слон · c4 белая пешка · d4 белая пешка · c3 белый конь · f3 белый конь · a2 белая пешка · b2 белая пешка · e2 белая пешка · f2 белая пешка · g2 белая пешка · h2 белая пешка · a1 белая ладья · c1 белый слон · d1 белый ферзь · e1 белый король · f1 белый слон · h1 белая ладья | a8 чёрная ладья · b8 чёрный конь · c8 чёрный слон · d8 чёрный ферзь · e8 чёрный король · h8 чёрная ладья · a7 чёрная пешка · b7 чёрная пешка · c7 чёрная пешка · f7 чёрная пешка · g7 чёрная пешка · h7 чёрная пешка · e6 чёрная пешка · f6 чёрный конь · d5 чёрная пешка · b4 чёрный слон · c4 белая пешка · d4 белая пешка · c3 белый конь · f3 белый конь · a2 белая пешка · b2 белая пешка · e2 белая пешка · f2 белая пешка · g2 белая пешка · h2 белая пешка · a1 белая ладья · c1 белый слон · d1 белый ферзь · e1 белый король · f1 белый слон · h1 белая ладья | a8 чёрная ладья · b8 чёрный конь · c8 чёрный слон · d8 чёрный ферзь · e8 чёрный король · h8 чёрная ладья · a7 чёрная пешка · b7 чёрная пешка · c7 чёрная пешка · f7 чёрная пешка · g7 чёрная пешка · h7 чёрная пешка · e6 чёрная пешка · f6 чёрный конь · d5 чёрная пешка · b4 чёрный слон · c4 белая пешка · d4 белая пешка · c3 белый конь · f3 белый конь · a2 белая пешка · b2 белая пешка · e2 белая пешка · f2 белая пешка · g2 белая пешка · h2 белая пешка · a1 белая ладья · c1 белый слон · d1 белый ферзь · e1 белый король · f1 белый слон · h1 белая ладья | a8 чёрная ладья · b8 чёрный конь · c8 чёрный слон · d8 чёрный ферзь · e8 чёрный король · h8 чёрная ладья · a7 чёрная пешка · b7 чёрная пешка · c7 чёрная пешка · f7 чёрная пешка · g7 чёрная пешка · h7 чёрная пешка · e6 чёрная пешка · f6 чёрный конь · d5 чёрная пешка · b4 чёрный слон · c4 белая пешка · d4 белая пешка · c3 белый конь · f3 белый конь · a2 белая пешка · b2 белая пешка · e2 белая пешка · f2 белая пешка · g2 белая пешка · h2 белая пешка · a1 белая ладья · c1 белый слон · d1 белый ферзь · e1 белый король · f1 белый слон · h1 белая ладья | a8 чёрная ладья · b8 чёрный конь · c8 чёрный слон · d8 чёрный ферзь · e8 чёрный король · h8 чёрная ладья · a7 чёрная пешка · b7 чёрная пешка · c7 чёрная пешка · f7 чёрная пешка · g7 чёрная пешка · h7 чёрная пешка · e6 чёрная пешка · f6 чёрный конь · d5 чёрная пешка · b4 чёрный слон · c4 белая пешка · d4 белая пешка · c3 белый конь · f3 белый конь · a2 белая пешка · b2 белая пешка · e2 белая пешка · f2 белая пешка · g2 белая пешка · h2 белая пешка · a1 белая ладья · c1 белый слон · d1 белый ферзь · e1 белый король · f1 белый слон · h1 белая ладья | a8 чёрная ладья · b8 чёрный конь · c8 чёрный слон · d8 чёрный ферзь · e8 чёрный король · h8 чёрная ладья · a7 чёрная пешка · b7 чёрная пешка · c7 чёрная пешка · f7 чёрная пешка · g7 чёрная пешка · h7 чёрная пешка · e6 чёрная пешка · f6 чёрный конь · d5 чёрная пешка · b4 чёрный слон · c4 белая пешка · d4 белая пешка · c3 белый конь · f3 белый конь · a2 белая пешка · b2 белая пешка · e2 белая пешка · f2 белая пешка · g2 белая пешка · h2 белая пешка · a1 белая ладья · c1 белый слон · d1 белый ферзь · e1 белый король · f1 белый слон · h1 белая ладья | a8 чёрная ладья · b8 чёрный конь · c8 чёрный слон · d8 чёрный ферзь · e8 чёрный король · h8 чёрная ладья · a7 чёрная пешка · b7 чёрная пешка · c7 чёрная пешка · f7 чёрная пешка · g7 чёрная пешка · h7 чёрная пешка · e6 чёрная пешка · f6 чёрный конь · d5 чёрная пешка · b4 чёрный слон · c4 белая пешка · d4 белая пешка · c3 белый конь · f3 белый конь · a2 белая пешка · b2 белая пешка · e2 белая пешка · f2 белая пешка · g2 белая пешка · h2 белая пешка · a1 белая ладья · c1 белый слон · d1 белый ферзь · e1 белый король · f1 белый слон · h1 белая ладья | a8 чёрная ладья · b8 чёрный конь · c8 чёрный слон · d8 чёрный ферзь · e8 чёрный король · h8 чёрная ладья · a7 чёрная пешка · b7 чёрная пешка · c7 чёрная пешка · f7 чёрная пешка · g7 чёрная пешка · h7 чёрная пешка · e6 чёрная пешка · f6 чёрный конь · d5 чёрная пешка · b4 чёрный слон · c4 белая пешка · d4 белая пешка · c3 белый конь · f3 белый конь · a2 белая пешка · b2 белая пешка · e2 белая пешка · f2 белая пешка · g2 белая пешка · h2 белая пешка · a1 белая ладья · c1 белый слон · d1 белый ферзь · e1 белый король · f1 белый слон · h1 белая ладья | 2 |
| 1 | a8 чёрная ладья · b8 чёрный конь · c8 чёрный слон · d8 чёрный ферзь · e8 чёрный король · h8 чёрная ладья · a7 чёрная пешка · b7 чёрная пешка · c7 чёрная пешка · f7 чёрная пешка · g7 чёрная пешка · h7 чёрная пешка · e6 чёрная пешка · f6 чёрный конь · d5 чёрная пешка · b4 чёрный слон · c4 белая пешка · d4 белая пешка · c3 белый конь · f3 белый конь · a2 белая пешка · b2 белая пешка · e2 белая пешка · f2 белая пешка · g2 белая пешка · h2 белая пешка · a1 белая ладья · c1 белый слон · d1 белый ферзь · e1 белый король · f1 белый слон · h1 белая ладья | a8 чёрная ладья · b8 чёрный конь · c8 чёрный слон · d8 чёрный ферзь · e8 чёрный король · h8 чёрная ладья · a7 чёрная пешка · b7 чёрная пешка · c7 чёрная пешка · f7 чёрная пешка · g7 чёрная пешка · h7 чёрная пешка · e6 чёрная пешка · f6 чёрный конь · d5 чёрная пешка · b4 чёрный слон · c4 белая пешка · d4 белая пешка · c3 белый конь · f3 белый конь · a2 белая пешка · b2 белая пешка · e2 белая пешка · f2 белая пешка · g2 белая пешка · h2 белая пешка · a1 белая ладья · c1 белый слон · d1 белый ферзь · e1 белый король · f1 белый слон · h1 белая ладья | a8 чёрная ладья · b8 чёрный конь · c8 чёрный слон · d8 чёрный ферзь · e8 чёрный король · h8 чёрная ладья · a7 чёрная пешка · b7 чёрная пешка · c7 чёрная пешка · f7 чёрная пешка · g7 чёрная пешка · h7 чёрная пешка · e6 чёрная пешка · f6 чёрный конь · d5 чёрная пешка · b4 чёрный слон · c4 белая пешка · d4 белая пешка · c3 белый конь · f3 белый конь · a2 белая пешка · b2 белая пешка · e2 белая пешка · f2 белая пешка · g2 белая пешка · h2 белая пешка · a1 белая ладья · c1 белый слон · d1 белый ферзь · e1 белый король · f1 белый слон · h1 белая ладья | a8 чёрная ладья · b8 чёрный конь · c8 чёрный слон · d8 чёрный ферзь · e8 чёрный король · h8 чёрная ладья · a7 чёрная пешка · b7 чёрная пешка · c7 чёрная пешка · f7 чёрная пешка · g7 чёрная пешка · h7 чёрная пешка · e6 чёрная пешка · f6 чёрный конь · d5 чёрная пешка · b4 чёрный слон · c4 белая пешка · d4 белая пешка · c3 белый конь · f3 белый конь · a2 белая пешка · b2 белая пешка · e2 белая пешка · f2 белая пешка · g2 белая пешка · h2 белая пешка · a1 белая ладья · c1 белый слон · d1 белый ферзь · e1 белый король · f1 белый слон · h1 белая ладья | a8 чёрная ладья · b8 чёрный конь · c8 чёрный слон · d8 чёрный ферзь · e8 чёрный король · h8 чёрная ладья · a7 чёрная пешка · b7 чёрная пешка · c7 чёрная пешка · f7 чёрная пешка · g7 чёрная пешка · h7 чёрная пешка · e6 чёрная пешка · f6 чёрный конь · d5 чёрная пешка · b4 чёрный слон · c4 белая пешка · d4 белая пешка · c3 белый конь · f3 белый конь · a2 белая пешка · b2 белая пешка · e2 белая пешка · f2 белая пешка · g2 белая пешка · h2 белая пешка · a1 белая ладья · c1 белый слон · d1 белый ферзь · e1 белый король · f1 белый слон · h1 белая ладья | a8 чёрная ладья · b8 чёрный конь · c8 чёрный слон · d8 чёрный ферзь · e8 чёрный король · h8 чёрная ладья · a7 чёрная пешка · b7 чёрная пешка · c7 чёрная пешка · f7 чёрная пешка · g7 чёрная пешка · h7 чёрная пешка · e6 чёрная пешка · f6 чёрный конь · d5 чёрная пешка · b4 чёрный слон · c4 белая пешка · d4 белая пешка · c3 белый конь · f3 белый конь · a2 белая пешка · b2 белая пешка · e2 белая пешка · f2 белая пешка · g2 белая пешка · h2 белая пешка · a1 белая ладья · c1 белый слон · d1 белый ферзь · e1 белый король · f1 белый слон · h1 белая ладья | a8 чёрная ладья · b8 чёрный конь · c8 чёрный слон · d8 чёрный ферзь · e8 чёрный король · h8 чёрная ладья · a7 чёрная пешка · b7 чёрная пешка · c7 чёрная пешка · f7 чёрная пешка · g7 чёрная пешка · h7 чёрная пешка · e6 чёрная пешка · f6 чёрный конь · d5 чёрная пешка · b4 чёрный слон · c4 белая пешка · d4 белая пешка · c3 белый конь · f3 белый конь · a2 белая пешка · b2 белая пешка · e2 белая пешка · f2 белая пешка · g2 белая пешка · h2 белая пешка · a1 белая ладья · c1 белый слон · d1 белый ферзь · e1 белый король · f1 белый слон · h1 белая ладья | a8 чёрная ладья · b8 чёрный конь · c8 чёрный слон · d8 чёрный ферзь · e8 чёрный король · h8 чёрная ладья · a7 чёрная пешка · b7 чёрная пешка · c7 чёрная пешка · f7 чёрная пешка · g7 чёрная пешка · h7 чёрная пешка · e6 чёрная пешка · f6 чёрный конь · d5 чёрная пешка · b4 чёрный слон · c4 белая пешка · d4 белая пешка · c3 белый конь · f3 белый конь · a2 белая пешка · b2 белая пешка · e2 белая пешка · f2 белая пешка · g2 белая пешка · h2 белая пешка · a1 белая ладья · c1 белый слон · d1 белый ферзь · e1 белый король · f1 белый слон · h1 белая ладья | 1 |
|   | a | b | c | d | e | f | g | h |   |

## Турнирные и матчевые результаты
| Год         | Город                    | Наименование соревнования                                                                                 | +  | −  | =  | Результат | Место             |
| ----------- | ------------------------ | --- | -- | -- | -- | --------- | ----------------- |
| 1926        | Ленинград                | Матч профсоюз пищевиков — сборная «Правды» и «Красной газеты» (1-я доска, против А. Ф. Ильина-Женевского) | 1  |    |    |           |                   |
| 1927        | Москва                   | Первенство ВЦСПС                                                                                          |    |    |    | 6 из 11   | 4—6               |
|             | Берлин                   | Побочный турнир международного рабочего союза                                                             | 8  | 0  | 1  | 8½ из 9   | 1                 |
|             | Берлин                   | Командное первенство Шахинтерна                                                                           |    |    |    |           | Команда — чемпион |
|             | Ленинград                | Матч Ленинград — Москва (против Юдковского)                                                               | 1  | 0  | 1  | 1½ из 2   |                   |
| 1928        | Ленинград                | Первенство ЦК Союза пищевиков                                                                             | 7  | 0  | 3  | 8½ из 10  | 1—3               |
|             | Москва                   | Первенство ВЦСПС                                                                                          | 6  | 3  | 1  | 6½ из 10  | 3—4               |
| 1929        | Ленинград                | Международный рабочий турнир (II Конгресс Шахинтерна)                                                     | 6  | 2  | 1  | 6½ из 9   | 3                 |
| 1929 / 1930 | Ленинград                | Матч с А.Ф. Ильиным-Женевским (квалификационный, на звание мастера)                                       | 4  | 2  | 4  | 6 : 4     |                   |
| 1930        | Ленинград                | Турнир ленинградских мастеров                                                                             | 3  | 2  | 2  | 4 из 7    | 4—6               |
|             | Ленинград                | Матч студенческих команд Ленинград — Москва (против П. В. Носкова)                                        | 1  | 0  | 0  | 1 из 1    |                   |
|             | Ленинград                | Матч профсоюзных команд Ленинград — Москва (против П. В. Носкова)                                         | 1  | 0  | 0  | 1 из 1    |                   |
| 1930 / 1931 | Ленинград                | Первенство Ленинграда                                                                                     |    |    |    |           |                   |
| 1932        | Ленинград                | Первенство Ленинграда                                                                                     | 3  | 4  | 4  | 5 из 11   | 6—8               |
|             | Ленинград                | Турнир ленинградских мастеров                                                                             | 5  | 4  | 1  | 5½ из 10  | 2—3               |
|             | Ленинград                | Матч молодежных команд Ленинград — Москва (против М. М. Юдовича)                                          | 1  |    |    |           |                   |
|             | Киев                     | Матч Киев — Ленинград                                                                                     |    |    |    |           |                   |
|             | Ленинград                | Тренировочный турнир                                                                                      |    |    |    |           | [ 2 ]             |
| 1933        | Ленинград                | Турнир ленинградских мастеров                                                                             | 4  | 6  | 3  | 5½ из 13  | 8—10              |
| 1933 / 1934 | Ленинград                | Первенство Ленинграда                                                                                     | 5  | 7  | 3  | 6½ из 15  | 11—13             |
| 1934        | Тбилиси                  | Турнир мастеров (с участием Г. Кмоха)                                                                     | 6  | 5  | 2  | 7 из 13   | 3—5               |
|             | Ленинград                | Турнир ленинградских мастеров                                                                             | 7  | 2  | 4  | 9 из 13   | 2                 |
| 1934 / 1935 | Ленинград                | 9-й чемпионат СССР                                                                                        | 7  | 5  | 7  | 10½ из 19 | 5—8               |
| 1935        | Москва                   | Международный турнир                                                                                      | 6  | 5  | 8  | 10 из 19  | 8—10              |
| 1936        | Ленинград                | Первенство Ленинграда                                                                                     | 9  | 3  | 2  | 10 из 14  | 1                 |
|             | Ленинград                | Всесоюзный турнир молодых мастеров                                                                        | 5  | 4  | 5  | 7½ из 14  | 4—5               |
|             | Москва                   | Международный турнир                                                                                      | 3  | 4  | 11 | 8½ из 18  | 5                 |
| 1937        | Земмеринг — Баден        | Международный турнир                                                                                      | 2  | 4  | 8  | 6 из 14   | 6—7               |
|             | Тбилиси                  | 10-й чемпионат СССР                                                                                       | 7  | 2  | 10 | 12 из 19  | 2—3               |
| 1938        | Ленинград                | Первенство ВЦСПС                                                                                          | 10 | 6  | 5  | 12½ из 21 | 4—7               |
|             | Москва                   | Командное первенство ВЦСПС                                                                                |    |    |    |           |                   |
|             | Москва                   | Матч-турнир четырёх мастеров                                                                              | 5  | 2  | 5  | 7½ из 12  | 1—2               |
| 1939        | Москва — Ленинград       | "Тренировочный" международный турнир                                                                      | 8  | 5  | 4  | 10 из 17  | 3—6               |
|             | Ленинград                | 11-й чемпионат СССР                                                                                       | 6  | 6  | 5  | 8½ из 17  | 8—10              |
|             | Ленинград                | Первенство Ленинграда                                                                                     | 8  | 5  | 2  | 9 из 15   | 3—6               |
| 1940        | Ленинград                | Матч с М. М. Ботвинником                                                                                  | 0  | 5  | 7  | 3½ : 8½   |                   |
|             | Москва                   | 12-й чемпионат СССР                                                                                       | 5  | 7  | 7  | 8½ из 19  | 11—12             |
| 1941        | Ростов-на-Дону           | Полуфинал 13-го чемпионата СССР                                                                           | 1  | 3  | 1  | 1½ из 5   | [ 3 ]             |
| 1942        | Свердловск               | Турнир мастеров                                                                                           | 8  | 0  | 2  | 9 из 10   | 1                 |
|             | Москва                   | Первенство Москвы                                                                                         | 6  | 6  | 3  | 7½ из 15  | 9—10              |
| 1943        | Свердловск               | Турнир мастеров и гроссмейстеров                                                                          | 1  | 9  | 4  | 3 из 14   | 8                 |
|             | Москва                   | Турнир, посвящённый 25-летию Советской армии                                                              | 8  | 4  | 4  | 10 из 16  | 1—2               |
| 1943 / 1944 | Москва                   | Первенство Москвы                                                                                         | 5  | 8  | 3  | 6½ из 16  | 10—13             |
| 1944        | Иваново                  | Юбилейный турнир Ивановской шахматной организации                                                         | 7  | 0  | 4  | 9 из 11   | 1—2               |
|             | Москва                   | Полуфинал 13-го чемпионата СССР                                                                           |    |    |    |           | 4—5               |
|             | Москва                   | 13-й чемпионат СССР                                                                                       | 5  | 7  | 4  | 7 из 16   | 11—14             |
| 1944 / 1945 | Москва                   | Первенство Москвы                                                                                         | 8  | 2  | 6  | 11 из 16  | 2                 |
| 1945        | Ленинград                | Первенство Ленинграда                                                                                     | 15 | 3  | 4  | 17 из 22  | 1                 |
|             | Москва                   | Командное первенство ВЦСПС                                                                                |    |    |    |           |                   |
|             | Киев                     | Полуфинал 14-го чемпионата СССР                                                                           |    |    |    |           | 1                 |
|             | Москва                   | 14-й чемпионат СССР                                                                                       | 7  | 6  | 4  | 9 из 17   | 7—9               |
|             |                          | Радиоматч СССР — США (8-я доска, против Г. Сейдмэна)                                                      | 2  | 0  | 0  | 2 из 2    |                   |
| 1946        | Хельсинки                | Международный турнир                                                                                      | 6  | 0  | 3  | 7½ из 9   | 1                 |
|             | Москва                   | Матч с И. З. Бондаревским                                                                                 | 7  | 3  | 2  | 8 : 4     | [ 4 ]             |
|             |                          | Радиоматч СССР — Великобритания (против Дж. Абрахамса)                                                    | 0  | 1  | 1  | ½ из 2    |                   |
|             | Москва                   | Матч СССР — США (против А. Пинкуса)                                                                       | 2  | 0  | 0  | 2 из 2    |                   |
| 1947        | Ленинград                | 15-й чемпионат СССР                                                                                       | 7  | 6  | 6  | 10 из 19  | 9                 |
|             | Лондон                   | Матч Великобритания — СССР (против Дж. Эйткена)                                                           | 2  | 0  | 0  | 2 из 2    |                   |
|             | Москва                   | Международный турнир памяти М. И. Чигорина                                                                | 8  | 2  | 5  | 10½ из 15 | 2                 |
|             | Москва                   | Первенство Москвы                                                                                         | 5  | 4  | 5  | 7½ из 14  | 7—8               |
| 1948        | Москва                   | 16-й чемпионат СССР                                                                                       | 3  | 5  | 10 | 8 из 18   | 13—15             |
|             | Стокгольм (Сальтшобаден) | Межзональный турнир                                                                                       | 4  | 6  | 9  | 8½ из 19  | 14—15             |
| 1949        | Будапешт — Москва        | Матч Будапешт — Москва (схевенингенская система)                                                          |    |    |    |           |                   |
|             | Москва                   | 17-й чемпионат СССР                                                                                       | 3  | 9  | 7  | 6½ из 19  | 17                |
| 1950        | Киев                     | Полуфинал 18-го чемпионата СССР                                                                           |    |    |    |           |                   |
| 1951        | Львов                    | Полуфинал 19-го чемпионата СССР                                                                           | 1  | 7  | 11 | 6½ из 19  | 16—17             |
| 1952        | Рига                     | Полуфинал 20-го чемпионата СССР                                                                           |    |    |    |           |                   |
| 1953        | Гагра                    | Тренировочный турнир гроссмейстеров                                                                       | 2  | 7  | 1  | 2½ из 10  | 10                |
|             | Москва                   | Полуфинал 21-го чемпионата СССР                                                                           | 4  | 1  | 7  | 7½ из 12  | 1                 |
| 1954        | Киев                     | 21-й чемпионат СССР                                                                                       | 2  | 8  | 9  | 6½ из 19  | 17—18             |
|             | Ленинград                | Полуфинал 22-го чемпионата СССР                                                                           | 6  | 3  | 11 | 11½ из 20 | 5—6               |
| 1955        | Москва                   | Первенство Москвы                                                                                         | 6  | 4  | 5  | 8½ из 15  | 3—5               |
|             | Москва                   | Полуфинал 23-го чемпионата СССР                                                                           | 8  | 4  | 6  | 11 из 18  | 4—5               |
| 1956        | Прага — Маринаске-Лазне  | Международный турнир                                                                                      | 8  | 2  | 9  | 12½ из 19 | 2                 |
|             | Ленинград                | 23-й чемпионат СССР                                                                                       | 5  | 8  | 4  | 7 из 17   | 13                |
|             | Ленинград                | Полуфинал 24-го чемпионата СССР                                                                           | 2  | 10 | 7  | 5½ из 19  | 18                |
| 1957        | Москва                   | Первенство Москвы                                                                                         | 6  | 4  | 5  | 8½ из 15  | 7—9               |
|             | Москва                   | Первенство общества «Буревестник»                                                                         | 8  | 2  | 4  | 10 из 14  | 1                 |
|             | Ленинград                | Полуфинал 25-го чемпионата СССР                                                                           | 6  | 8  | 5  | 8½ из 19  | 14—15             |
| 1957 / 1958 | Гётеборг                 | Международный турнир                                                                                      | 4  | 0  | 5  | 6½ из 9   | 2—3               |
| 1958 / 1959 | Йенчепинг                | Международный турнир                                                                                      | 6  | 1  | 2  | 7 из 9    | 3                 |
|             |                          | СОРЕВНОВАНИЯ ПО ПЕРЕПИСКЕ                                                                                 |    |    |    |           |                   |
| 1926 — 1927 |                          | Турнир журнала «64»                                                                                       |    |    |    |           |                   |
| 1929 — 1930 |                          | Турнир журнала «64»                                                                                       |    |    |    |           |                   |
| 1932 — 1933 |                          | Матч по телеграфу рабочих сборных Ленинград — Берлин (против Вёрера)                                      |    |    |    |           |                   |
| 1937 — 1938 |                          | Турнир мастеров и I категории                                                                             |    |    |    | 8½ из 12  |                   |
| 1952 — 1955 |                          | 2-й чемпионат СССР                                                                                        |    |    |    |           |                   |
| 1955 - 1959 |                          | 2-й чемпионат мира                                                                                        | 9  | 1  | 4  |           | 1                 |

## Награды
- орден Трудового Красного Знамени (27.04.1957) — за успехи, достигнутые в деле развития массового физкультурного движения в стране, повышения мастерства советских спортсменов, и успешное выступление на международных соревнованиях

## Книги
- Матч Ботвинник — Таль / [Авт.-сост. Рагозин В. В.]. — М.: Физкультура и спорт, 1960. — 78 с.
- Турнир претендентов на матч с чемпионом мира. — Белград, 1960. — 303 с. В соавторстве с С. Глигоричем.
- Избранные партии Рагозина. — М.: Физкультура и спорт, 1964. — 200 с.